# Balthasar Rath
Balthasar Rath (* 6. Juli 1846 in Harff; † 2. Mai 1899 in Grevenbroich) war Jurist und Mitglied des Deutschen Reichstags.

## Leben
Rath besuchte die Gymnasien in Neuss und Münstereifel und die Universitäten zu Bonn, Berlin und München. Danach war er Auskultator, Referendar und Assessor beim Landgericht Köln, seit dem 1. Mai 1874 Friedensrichter in Wiehl und seit 1. Oktober 1879 Amtsrichter in Grevenbroich.
Ab 1898 war er Mitglied des Deutschen Reichstags für den Wahlkreis Regierungsbezirk Düsseldorf 12 (Neuss, Grevenbroich) und die Deutsche Zentrumspartei. Gleichzeitig war er auch Mitglied des Preußischen Abgeordnetenhauses für den gleichen Wahlkreis, beide Mandate endeten mit seinem Tode.